# 夾子電動大樂隊
夾子電動大樂隊，又稱「夾子樂團」、「夾子太硬啦」，是台灣的地下樂團，由主唱應蔚民（夾子小應）所創。雖然主唱應蔚民是外省籍不會說台語，但其音樂風格以台客搖滾為主，並加入「電子花車．那卡西」的音樂元素，演唱時並伴隨兩個熱舞辣妹「粒粒」與「辣辣」。夾子電動大樂團最知名的歌曲是〈轉吧！七彩霓紅燈〉。
2017年11月20日，饒舌歌手顏冠希JY取樣其經典歌曲〈轉吧！七彩霓紅燈〉，創作饒舌歌曲〈再轉吧！七彩霓紅燈〉，並邀請主唱小應擔任MV演員，出演台灣街頭混混。

## 專輯列表
- 2000年12月 夾子電動大樂隊《夾子電動大樂隊》
- 2002年10月 夾子電動大樂隊《夾子來了》
- 2003年12月 夾子樂團《不會說台語》
- 2005年3月 夾子太硬啦！《突發奇想》
- 2010年3月 夾子太硬啦！《V》
- 2012年9月 夾子太硬啦！《地下人》
- 2014年12月 夾子電動大樂隊《情慾教室》

## 外部連結
- 樂評：摧毀規則的界線—《夾子電動大樂隊》（页面存档备份，存于）

1. ↑  . youtube. 2017-11-20  [2024-08-03]. （原始内容存档于2024-08-03）.